# Run up
「Run up」（ラン・アップ）は、日本の歌手・愛内里菜の6作目のシングル。

## 概要
- 初回プレス盤のみ、アルバム『Be Happy』収録曲の「be happy.」のリミックスが収録されている。これは早送りではなく実際に歌って収録されている。
- 歌詞は前作に引き続いて応援歌風であるが、これは本人曰く「これからの芸能人生活へ自分なりに溶け込んでいきたい思いを込めた」かららしい。
- この頃から愛内のテレビ出演が増えている。
- コーラスは宇徳敬子。

## 収録曲
1. Run up
  - 作詞：愛内里菜　作曲：大野愛果　編曲：三輪緑
2. Rainbow
  - 作詞：愛内里菜　作曲：川島だりあ　編曲：尾城九龍
3. Run up -GLOBAL TRANCE Mix-
  - Remixed by dutokunaga
4. be happy. -Grandale Euro Mix-
  - Remixed by KCP

初回盤のみ
5. Run up -Instrumental-

## タイアップ
- TBS系『ここがヘンだよ日本人』エンディングテーマ（#1）

## 収録アルバム
- GIZA studio Masterpiece BLEND 2001（#1）
- POWER OF WORDS（#1）
- Single Collection（#1）
- ALL SINGLES BEST 〜THANX 10th ANNIVERSARY〜（#1）
- COLORS（#2）